# Esclusione del minimo vitale
Il minimo vitale è quel minimo di mezzi economici che servono all'individuo per avere un'esistenza dignitosa sua e della sua famiglia. L'esenzione del minimo vitale, che si ricollega al concetto di capacità contributiva come capacità economica, fa sì che non tutta la capacità economica sia assunta a capacità contributiva. Al soggetto quindi al netto delle imposte dovrà comunque sempre rimanere una capacità economica tale da poter condurre un'esistenza dignitosa e di poterla assicurare alla sua famiglia (non quindi solo il minimo per assicurare al soggetto i beni di prima necessità). L'esclusione del minimo vitale è attuata attraverso diverse tecniche di politica tributaria come esenzioni, agevolazioni o aliquote IVA ridotte per i beni di prima necessità.

## Riferimenti
I. Manzoni – G. Vanz, Il diritto tributario, Giappichelli, 2007